# Voo Lion Air 583
O Voo Lion Air 583 era um voo doméstico regular de passageiros do Aeroporto Internacional Soekarno-Hatta, Jacarta para o Aeroporto Internacional Juanda, Surabaia, com escala no  Aeroporto Internacional Adisumarmo, Suracarta, na Indonésia. Em 30 de novembro de 2004, um McDonnell Douglas MD-82 saiu da pista do Aeroporto Adisumarmo e bateu em um cemitério ao pousar. 25 pessoas morreram a bordo no acidente, incluindo o capitão. Uma investigação conduzida pelo Comitê Nacional de Segurança de Transporte da Indonésia concluiu que o acidente foi causado por aquaplanagem, que foi agravada pela tesoura de vento.

## Aeronave e tripulação
A aeronave, um McDonnell Douglas MD-82, prefixo PK-LMN, fez seu primeiro voo em 13 de novembro de 1984, posteriormente entregue em 20 de dezembro de 1984 e operado pela mexicana Aeroméxico como XA-AMP e denominado "Aguascalientes" antes de ser adquirida pela Lion Air em 2002 e registrada como PK-LMN. A Lion Air vendeu a aeronave para outra companhia aérea para entrega em janeiro de 2005.
A maioria dos passageiros era indonésios, enquanto os funcionários do aeroporto confirmaram que uma mulher de Singapura estava entre os feridos. Os pilotos no controle do voo eram o capitão Dwi Mawastoro e o primeiro oficial Stephen Lesdek. O capitão Dwi morreu no acidente enquanto o primeiro oficial Lesdek sobreviveu com ferimentos graves.

## Acidente
O Voo 583 decolou de Jacarta por volta das 17 horas,transportando um total de 146 passageiros e 7 membros da tripulação. A maioria dos passageiros era membros do Nahdlatul Ulama, que participaram de uma reunião nacional realizada após o resultado vitorioso das eleições presidenciais da Indonésia em 2004. O voo transcorreu sem intercorrências até o pouso.
O voo chegou ao aeroporto ao entardecer, por volta das 18h, sob forte chuva. Uma tempestade estava supostamente presente durante a aterrissagem.
O Voo 583 foi configurado apropriadamente para pousar, pousou "suavemente" conforme a maioria dos passageiros, e os reversores de empuxo foram acionados. A aeronave, no entanto, não reduziu a velocidade adequadamente, saiu da pista e bateu em um barranco. O impacto causou o colapso do piso da parte dianteira do avião, matando muitos dos passageiros. A aeronave se dividiu em duas seções, parando no final da pista e o combustível começou a vazar. Os passageiros tiveram dificuldade em localizar as saídas de emergência com a luz fraca. Alguns dos passageiros evacuaram pela própria abertura na fuselagem.

### Resultados imediatos
O aeroporto foi fechado e os serviços de emergência foram notificados. Passageiros feridos foram transportados por veículos da polícia e ambulâncias para vários hospitais em Solo. Pelo menos 14 dos mortos foram transportados para o Hospital Pabelan. 6 pessoas, 2 mortas e 4 feridas, foram transportadas para o Hospital Panti Waluyo. Outros foram transportados para Oen Kandangsapi, Brayat Minulya, Kasih Ibu, Oen Solo Baru e PKU Muhammadiyah, bem como para instalações em Boyolali e Karanganyar. Sobreviventes com ferimentos leves foram tratados dentro do terminal VIP do aeroporto.
25 pessoas morreram e 59 outras ficaram gravemente feridas.

## Investigação
O recém-eleito presidente da Indonésia, Susilo Bambang Yudhoyono, ordenou uma investigação imediata sobre a causa da queda do Voo 583 e afirmou que a investigação deveria ser aberta ao público para evitar rumores indesejados após o acidente. O Ministro dos Transportes, Hatta Rajasa, afirmou que o Departamento de Transportes avaliaria as operações da companhia aérea indonésia em resposta à queda do Voo 583, além de dois outros incidentes semelhantes ocorridos no mesmo dia.
A caixa preta foi posteriormente encontrada em 1º de dezembro de 2004 e transportada para o Centro de Operações de Emergência Adi Sumarmo.
Uma testemunha do acidente afirmou que um raio atingiu o avião durante a fase de pouso. Segundo ele, a luz de pouso e a iluminação interna foram apagadas após serem atingidos.
A Lion Air "assumiu a responsabilidade" pelo acidente e afirmou que pagaria as contas do hospital dos sobreviventes. No entanto, eles negaram que o acidente foi causado pela má conduta da companhia aérea e afirmaram que o clima foi o principal fator. De acordo com eles, o Voo 583 experimentou um vento de cauda durante o pouso, o que explica porque o avião não parou. Outros alegaram que os freios ou os reversores de empuxo não funcionaram corretamente. O piloto não colocou o manete de empuxo em potência mínima, isso fez com que o spoiler se retraísse, um dos empuxos reversos também estava com defeito.
O relatório preliminar foi publicado em 2005. Os investigadores afirmaram que o sistema de frenagem do avião não estava em seu nível ideal. Essa condição foi agravada pelas condições climáticas durante o acidente. Os investigadores também identificaram um reversor de empuxo com defeito como uma das causas do acidente; posteriormente, eles emitiram várias recomendações para a Lion Air.